# ロッカモリーチェ
ロッカモリーチェ（イタリア語: Roccamorice）は、イタリア共和国アブルッツォ州ペスカーラ県にある、人口約900人の基礎自治体（コムーネ）。

## 地理

### 位置・広がり

#### 隣接コムーネ
隣接するコムーネは以下の通り。括弧内のCHはキエーティ県所属を示す。
- アッバテッジョ
- カラマーニコ・テルメ
- レットマノッペッロ
- ペンナピエディモンテ (CH)
- プレトーロ (CH)

## 行政

### 分離集落
ロッカモリーチェには、以下の分離集落（フラツィオーネ）がある。
- Collarso, Pagliari, Piano delle Castagne